# Jardins (Aracaju)
Jardins é um bairro nobre localizado na Zona Sul de Aracaju.  Fruto de desmembramento de parte do vizinho bairro Grageru foi projetado como nova área de verticalização na zona sul após a inauguração do Shopping Jardins em 1997.
Em torno do Shopping, então localizado no centro de uma grande área sem utilização, foram efetuados inúmeros lançamentos imobiliários. Diversas  avenidas foram construídas formando um dos mais novos bairros de Aracaju.

## História
| “ | Pegamos dois apartamentos que tinham sobrado do Edifício Beira Mar e trocamos em um terreno naquela área. Depois trocamos os dois últimos apartamentos pela área que fica hoje o fundo do Garcia. E assim nasceu a ideia do bairro Jardins. | ” |
|   | — Luiz Teixeira, presidente da construtora Norcon, em entrevista ao jornal Cinform.. |   |

O bairro Jardins foi projetado pela construtora Norcon, que adquiriu o terreno através de troca por apartamentos de um edifício construído pela empresa. A construtora fez os serviços de drenagem, aterragem e abriu as ruas e avenidas. Planejou e executou a construções de diversos prédios residenciais e também do Shopping Jardins, para servir como atrativo comercial para o novo bairro. O shopping impulsionou ainda mais a valorização imobiliária na região. Em 2011, 30 edifícios da NORCON já haviam sido entregues na área do Jardins.